# تازه آباد (مقاطعة إسلام آباد غرب)
تازه‌آباد (بالفارسية: تازه‌آباد) هي قرية تقع في كرمانشاه في إيران. يقدر عدد سكانها بـ 176 نسمة .